# マルム・トラフィークIORE形電気機関車
マルム・トラフィークIORE形電気機関車はスウェーデンのマルム・トラフィーク社で使用されている超大型の貨物用電気機関車である。

## 概要

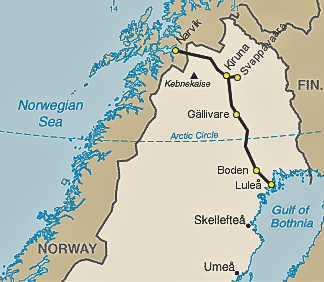
マルムバナン線とオーフォート鉄道

マルム・トラフィークはスウェーデンのキルナ鉱山で産出する鉄鉱石をスウェーデンのルレオやノルウェーのナルヴィクといった港に運び出す貨物列車を運行している会社である。このような中でIORE形は老朽化の進む従来からの機関車（スウェーデン国鉄Dm3形とノルウェー国鉄El15形）を置き換えることを目的に製造された。親会社であるLK社が打ち出した鉱山の増産体制に対応するために従来型よりもさらに強力になり、世界最大の牽引力を誇る機関車である。
製造にあたりボンバルディア・トランスポーテーションが展開する機関車標準規格「TRAXX」を採用したが、製造元のボンバルディア・トランスポーテーションが1車体タイプ以外の機関車の製造実績がないこと・産出量の増加のため導入が急がれたことから、窮余の策として1車体型の機関車の製造のノウハウを活かしつつ十分な牽引力を確保するため、2車体を連結して1車両の機関車とする方式がとられた。また形式名の「IORE」とは（iron ore、鉄鉱石）から名付けられた。2000年から2004年にかけてと2010年から2011年にかけて、さらに2014年の3度にわたり合計34両が生産された。
各車両にはそれぞれ愛称がつけられ、車体に標記されている（例：101号機…POLCIRKELN（北極圏）、105号機…NARVIK（ナルヴィク）、119号機…KOSKULLSKULLE（キルナ鉱山のある地域の名前）、120号機…KAISEPAKTE（鉄鉱石を産出する山の名前）、121号機…ROMBAK（ナルヴィク近郊にある吊り橋の名前）、124号機…KAITUM（スウェーデン北部の川の名前）、127号機…BJØRNFJELL（ナルヴィク近郊のリゾート地）など）。

## 車体外観
23m級の車両2両を連結して1車両を構成する46m級の超大型機関車だが、日本のH級電気機関車とは異なり、片側運転台の機関車を背面同士で連結しているため、車両のメンテナンス時などには切り離されることもある。またこの時には、切り離された片方の機関車が連続しない番号の機関車と連結して運用に入ることも珍しくない。前面のデザインはTRAXX規格に共通する傾斜をつけたもので、塗装は裾部を赤色それ以外を紺色としている。
各車両には関節を車体の中心に向ける形で2基のシングルアーム式パンタグラフを搭載しているが、運用に就く際は各車とも後ろ寄りのパンタグラフだけを使用し、もう片方は降ろしている。雪国で運用されるため、正面下部には大型のスノープラウが設置されている。

## 機能
最大で貨車68両、重量8,600tにもなる鉄鉱石を運搬しながらスカンディナヴィア山脈を越えなければならないという過酷な条件のために牽引力を重視した設計となっており、牽引力は1200kN、短時間の過負荷ならば1400kNまで発揮できる、1車両の機関車として世界最大級の牽引力を持っているが、最高速度は80km/hに抑えられている。
粘着率の向上のため死重30tを搭載し、さらに車体には厚さ4㎝の装甲板を装備して機関車の重量を意図的に増やしたため、1両当たりの重量は180tにも及ぶ。車軸配置はCo'-Co'+Co'-Co'（UIC表記）で12軸全てを駆動輪とした。車輪直径は1,250mmで1,150mmまでの摩耗は許容される。電動機の制御にはGTO-VVVFを採用、1台の制御機器が900kWの電動機1基を駆動する方式で、１つの台車につき3つ搭載され、それが各車体に2組、車両全体では電動機12基を駆動させることとなり10,800kWを発揮する。ブレーキは発電ブレーキを装備し1車体あたり最大375kNの力で作動させることが出来る。

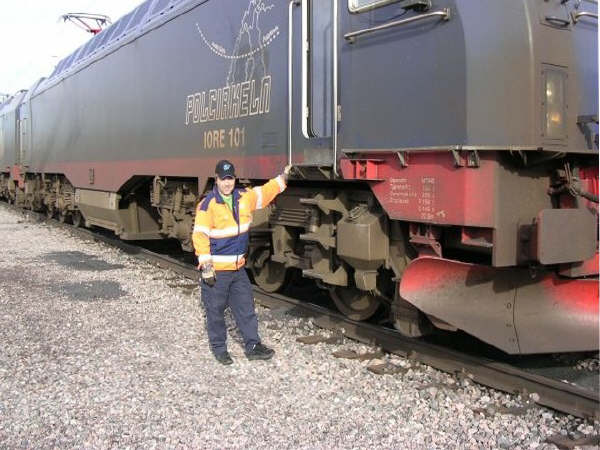
101号機台車近影。車体に「POLCIRKELN」（北極圏）と書かれている
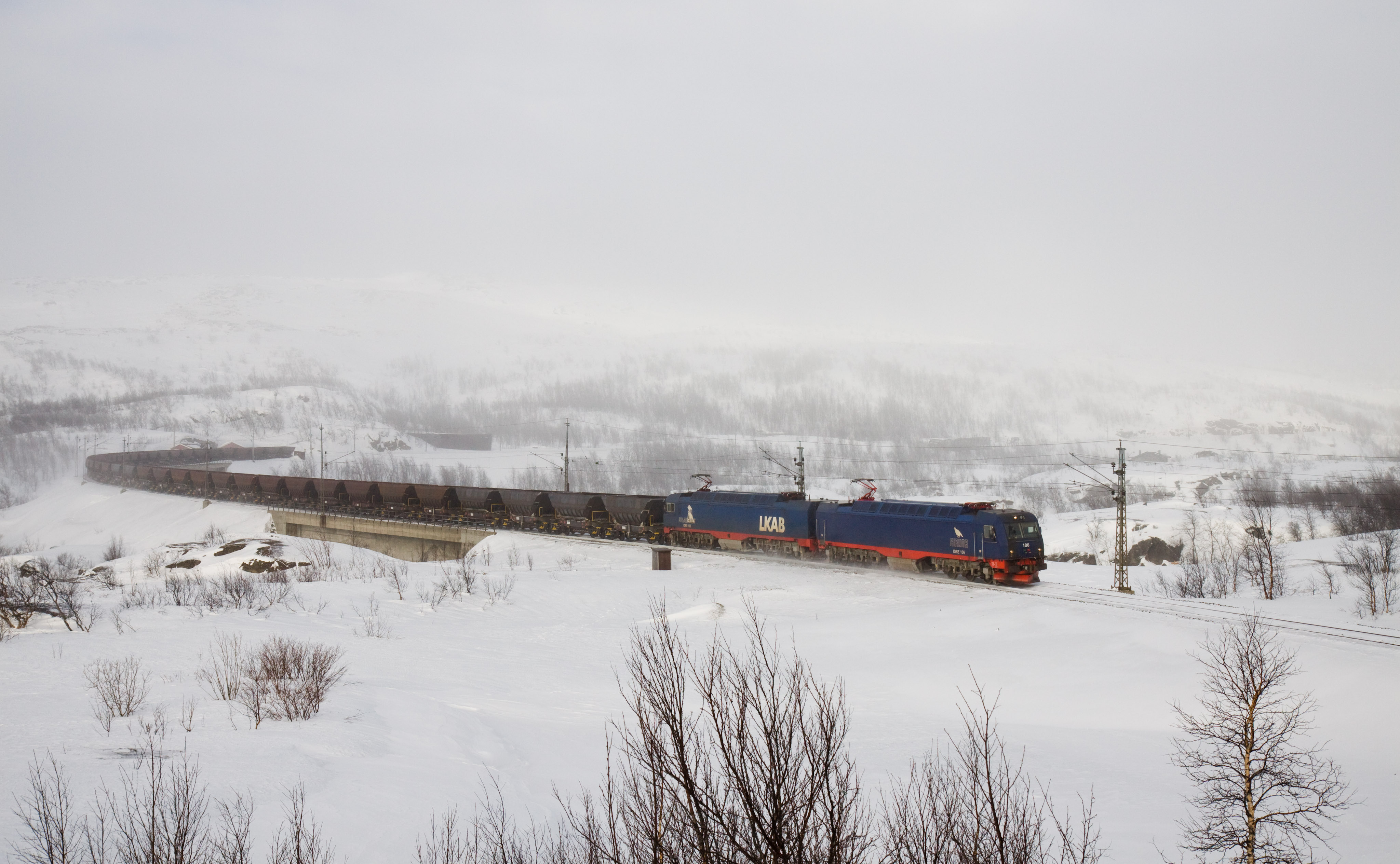
長大貨物列車をけん引するIORE形106号機＋102号機
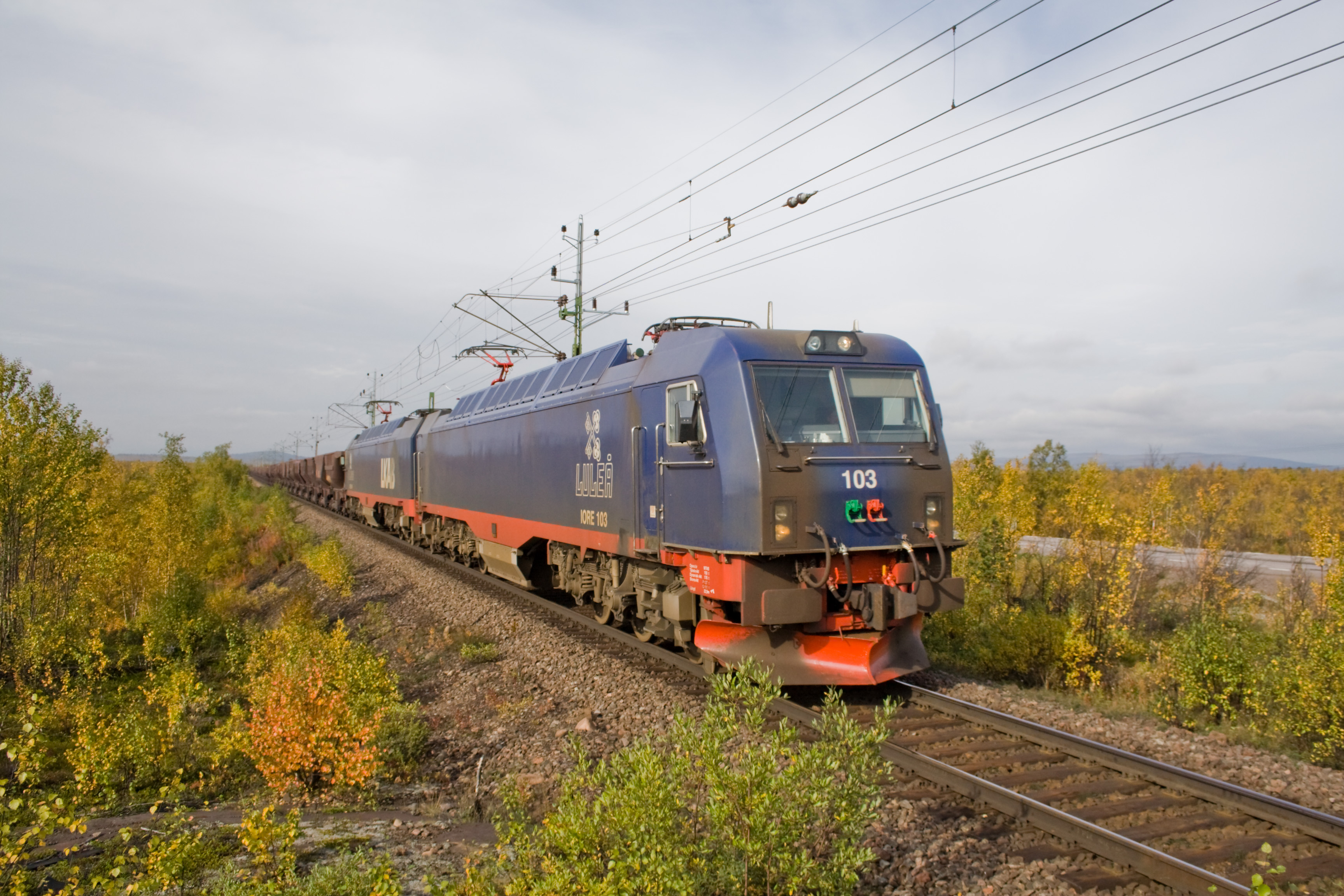
晩秋のIORE形